# Фиркс, Фёдор Иванович
Барон Фёдор Иванович Фиркс (7 апреля 1812, Газенпот — 10 октября 1872, Дрезден) — публицист, действительный статский советник. Псевдоним — Шедо-Ферроти (D. K. Schédo-Ferroti).

## Биография
Получив образование в Институте Корпуса инженеров путей сообщения, он, же в чине поручика, поступил в III округ ведомства путей сообщения: в 1840 году был командирован в распоряжение новороссийского и бессарабского генерал-губернатора для составления проекта улучшения торговых путей этого края; затем был непременным членом лифляндской губернской строительной и дорожной комиссии. В 1852 году Фиркс перешёл на службу в таможенное ведомство и в 1854 году был назначен членом рижской таможни; позже недолгое время состоял агентом министерства финансов в Брюсселе.

## Творчество
Последние годы жизни Шедо-Ферроти посвятил преимущественно публицистике и, между прочим, долго сотрудничал с «Аугсбургской всеобщей газетой». С 1857 года он издал ряд этюдов на французском языке по вопросам внутренней русской политики под общим заглавием «Этюды о будущем России» (фр. Etudes sur l’avenir de la Russie).
Некоторые из этих этюдов в своё время обращали на себя всеобщее внимание. Первый очерк, «Освобождение крестьян» (фр. La libération des paysans), посвящённый вопросу освобождения крестьян от крепостной зависимости, в короткое время (1857—1861) выдержал 4 издания. Полагая, что проектированная реформа легко могла вызвать смуты в государстве и имея в виду личное освобождение крестьян, без земельных наделов, Шедо-Ферроти предлагал правительству достигнуть этой цели постепенно, в течение 20 лет, путём отдельных мероприятий и не произнося опасного слова «свобода». Во многих этюдах и в особенности в брошюре «Принципы государственного управления и следствия из них» (фр. Les principes du gouvernement et leurs conséquences), в два года выдержавшей три издания, Шедо-Ферроти резко критиковал русскую администрацию, указывая те же слабые её стороны, которые осмеивал М. Е. Салтыков. Уроженец Прибалтийского края, Шедо-Ферроти в другом этюде той же серии, «Дворянство» (фр. La noblesse; 1859), указывал на необходимость образования привилегированного землевладельческого сословия, опоры монархического государства.
Среди современных ему общественных течений он занимал довольно самостоятельное положение. В открытом письме к Герцену («Lettre de M. Hertzen à l’Ambassadeur de Russie à Londres, avec réponse de M. Schédo-Ferroti», 5 изданий, 1861—1862 года), допущенном цензурой в Россию, он резко критиковал идеи «Колокола» и, заступаясь за честь русского правительства, доказывал, что III отделение не могло иметь намерения убить или похитить Герцена, как уверял последний. В очерках, посвящённых польскому вопросу, Шедо-Ферроти полемизировал с Катковым. В получившем наибольшую известность этюде (8-м) под названием «Что будет с Польшей?» (фр. Que fera-t-on de la Pologne?), изданном во время польского восстания, он пытался доказать, что «ультрарусские идеи московской прессы не пользуются сочувствием в народе» и что наилучшим разрешением польского вопроса было бы дарование Польше, навсегда соединённой с Россией, национального правительства по законам, свободно вотированным польским народом.
В одном из последних своих сочинений, изданном, как и предшествующие, за границей, в Берлине, и озаглавленном «Le patrimoine du peuple» (1868), Шедо-Ферроти доказывал необходимость отмены русской общины; в другом, изданном на немецком языке, под заглавием «Международное рабочее движение» (нем. Die internationale Arbeiterbewegung), он пытался объяснить сущность рабочего вопроса и оспаривал идеи германских социалистов.
Из других его очерков известны: «Lettres sur les chemins de fer en Russie» (1858); «Le militaire» (1860); «Les serfs non encore libérés» (1861); «La tolérance et le schisme religieux en Russie» (1863); «La question polonaise an point de vue de la Pologne, de la Russie et de l’Europe» (1863); «Le nihilisme en Russie» (1867); «Lettre sur l’instruction populaire en Russie» (1869). Также в берлинском литературном журнале «Magazin für die Literatur des Auslandes» в начале 1870-х годов была опубликована статья «Русский нигилизм», в которой содержался отзыв Шедо-Ферроти о романе Чернышевского «Что делать?» с замечаниями и дополнениями некоего немецкого критика. В частности, Шедо-Ферроти выступил против незаслуженного внимания к книге и с её критикой.